# Мирзоев, Мусарза Огул оглы
Мусарза Огул оглы Мирзоев (азерб. Musarza Oğul oğlu Mirzəyev; 4 марта 1958, Махмудавар, Масаллинский район — 17 сентября 2024) — азербайджанский историк-этнограф, писатель, педагог, топонимист, журналист. Исследователь Масаллинского района и Талыша (Талышистана) в целом, автор «Краткого толкового словаря топонимов Талыша». Заслуженный учитель Азербайджана (2011), член Союза писателей Азербайджана и Союза журналистов Азербайджана.

## Биография
Мусарза Мирзоев родился 4 марта 1958 года в селе Махмудавар Масаллинского района. В 1975 году окончил среднюю образовательную школу села Махмудавар, в 1979 — исторический факультет Азербайджанского государственного педагогического университета.
Работал преподавателем в средних школах сёл Туркоба (1979—1991) и Махмудавар (1988) Масаллинского района, Ленкоранском Государственном Университете (1992—1993). Был специальным корреспондентом газет «Çağırış» («Призыв»), «Yeni Qəzet» («Новая газета»), «Toloşi Sədo», заместителем редактора газеты «Yeni Qəzet» (1994). Являлся представителем главы исполнительной власти села Махмудавар административного территориального округа Масаллинского района.
Автор более 10 книг, 500 статей и эссе об истории, этнографии, топонимах региона, в котором жил.
С 1988 года работал учителем в средней школе села Махмудавар. Помимо педагогической деятельности, участвовал в исследовании региона. Приняв во внимание педагогические навыки Мусарзы Мирзаева, удостоен звания «Учитель-методист» в 1991 году, «Старший преподаватель» в 1995 году, в 2011 году — «Заслуженный учитель».
Внёс особый вклад в изучение топонимии Талышского региона, посвятив этой теме отдельные работы. Первым разработал Словарь топонимов Масаллы.
Участвовал в X и XIII съезде азербайджанских учителей.
Член Союза писателей Азербайджана, Союза журналистов Азербайджана (1994), совета старейшин Масаллинского района и Общества интеллигенции Масаллы.
Публикуется под псевдонимом «Кадуси». О нём упоминается в книгах «Азербайджанские писатели XX—XXI веков» (автор Теймур Ахмедов, В., 2011); «Энциклопедия азербайджанских писателей 20-го века», и иных.
Умер 17 сентября 2024 года в возрасте 66 лет.